# Sant'Elena Sannita
Sant'Elena Sannita är en ort och kommun i provinsen Isernia i regionen Molise i Italien. Kommunen hade 298 invånare (2018).